# Щукин, Михаил Николаевич (писатель)
Михаил Николаевич Щукин (3 октября 1953, Мереть — 2 февраля 2025, Новосибирск) — русский писатель, член Союза писателей России, сооснователь издательского дома «Сибирская горница», главный редактор журнала «Сибирские огни» (2014—2024).

## Биография
Родился 3 октября 1953 года в селе Мереть Сузунского района Новосибирской области. Жил в городе Новосибирске.
Окончил Новосибирский книготорговый техникум. Был участником VII-го Всесоюзного совещания молодых писателей в Москве. Окончил факультет журналистики Уральского государственного университета. Окончил Высшие литературные курсы при Литературном институте им. Горького.
В семнадцать лет начал журналистскую деятельность в Новосибирской областной газете. Был собственным корреспондентом журнала «Огонёк», а также собственным корреспондентом газеты «Литературная Россия», как корреспондент объездил всю Сибирь, побывав в самых дальних местах края.
С 1995 года — основатель и главный редактор журнала «Сибирская горница». В рамках деятельности «Сибирской горницы» был осуществлён проект «Отчий мир» — создание альманаха и выпуск отдельных сборников целиком отданных детскому творчеству: на Всероссийском конкурсе «За нравственный подвиг учителя» проект «Отчий мир» признан лучшим в стране, а Щукин награждён Дипломом II степени (2007 год).
Член Союза писателей России. Автор прозаических и публицистических книг, выходивших в разные годы в Новосибирске, Москве и в странах ближнего и дальнего зарубежья. Публиковался в российских периодических изданиях.
Первая большая публикация — в журнале «Литературная учёба» (№ 1, 1978 год). Первая книга — сборник рассказов «Посидели, поговорили» (1980 год, Москва, издательство «Молодая гвардия»). С 1982 года был издано более сорока книг: «Дальний клин» (1982 год, Западно-Сибирское книжное издательство, Новосибирск), «Оборони и сохрани» (1987 год, «Современник», Москва), «Жестокий спрос» (1988 год, Новосибирское книжное издательство, Новосибирск), роман «Грань» (1990 год, «Современник», Москва), документальная повесть «Белый фартук, белый бант» (2013 год, издательский дом «Сибирская горница», Новосибирск) и другие.
В серии «Сибириада» (издательство «Вече», Москва) фактически вышло собрание сочинений: романы «Ямщина», «Конокрад», «Чёрный буран», «Несравненная», «Лихие гости», «Осиновый крест урядника Жигина», «Покров заступницы», «Грань», «Каторжная воля».
Роман Михаила Щукина «Имя для сына» был опубликован в журнале «Наш современник», затем в «Роман-газете» (1988 год) тиражом в 3,5 миллиона экземпляров. Отдельными книгами издан в Москве и Новосибирске, переведён был в Германии, Болгарии, Чехословакии.
Скончался в ночь на 2 февраля 2025 года в возрасте 71 года.

## Премии
- Лауреат Всесоюзной премии имени Николая Островского;
- Лауреат премии Ленинского комсомола (за роман «Имя для сына»);
- Литературная премия «Карамзинский крест» (за роман «Ямщина») (2009);
- Лауреат литературной премии им. В. Г. Распутина (за роман «Каторжная воля») (2018)[5];
- Шукшинская литературная премия (2021)[2].